# Патая
Пата̀я (на тайски: เมืองพัทยา) е град в Тайланд, на около 100 км югоизточно от столицата Банкок. Разположен е на източният бряг на Тайландския залив, на територията на окръга Банг Ламунг в провинцията Чонбури, от който обаче не е част административно. Патая е самоуправляващ се регион, който включва така наречените тамбони (местно название на вид географски регион) Нонг Пруе и На Клуа, както и части от Хуай Яй и Нонг Пла Лай. Градът се намира в центъра на метрополния регион Патая-Чонбури, чието население наброява 1 000 000.

## История
Името „Патая“ произлиза от похода на Прая Так, още познат като Крал Таксин, и неговата армия от Аютая до Чантабури, който се провежда преди падането на старата столица в ръцете на мианмарски нашественици през 1767 г. В близост до днешната Патая на пътя на Прая Так се изпречва войската на един местен лидер, Най Клом. Когато се срещат лице в лице, Най Клон е впечатлен от достойното поведение на Прая Так и от строгата дисциплина на армията му. Най Клон се предава без битка и се присъединява към войската на Прая Так. От този момент нататък мястото, където двете войски се срещат, е познато като „Тап Прая“, което означава „армията на Праят“. Това наименование през годините се превръща в Патая, което е и името на вятъра, който духа от югозапад на североизток в началото на дъждовния сезон.
До 60-те години на 20 век Патая е рибарско село. Туризмът започва да се развива по време на Виетнамската война, кокато американски войници започват да посещават по време на почивните си дни. На 29 юни 1959 г. голяма група пристига от военна база в Корат и взема под наем от Прая Сунторн в южният край на плажа. Смята се, че тази група туристи има заслуга за разпространяването на популярността на Патая. През годините броят на хотелите и заведенията расте, а през 70-те има и наплив на туристи от Европа. Големият брой посетители представя предизвикателство за инфраструктурата на града и води до проблеми като недостиг на вода за пиене, замърсяване и пренатоварена електрическа мрежа. Постепенно тези проблеми се изглаждат с растежа на инвестиции от страна на заможни тайландски семейства. 
През 1997 г. в резултат на Азиатската икономическа криза стойността на тайландската валута спада драстично, което води до още по-голям наплив на туристи, но и загрозява репутацията на града. Към края на първото десетилетие на 21-ви век началото на второто градските управници полагат грижи да променят имиджа на курорта. С влизането на Тайланд в АСЕАН през 2015 г. нараства и броят на туристи от съседните държави, особено от Китай.

## Географски особености
Разположен на Тайландския залив, Патая е на около 150 км на юг от столицата Банкок. Намира се на територията на окръга Банг Ламунг в провицията Чонбури. Патая е самоуправляващ се регион, който включва така наречените тамбони (местно название на вид географски регион) Нонг Пруе и На Клуа, както и части от Хуай Яй и Нонг Пла Лай. На юг Патая граничи с Банг Сарай.
Градът, заедно с околията си, заема по-голямата част от крайбрежието на окръга Банг Ламунг. Разделен е на две части: по-голямата северна част, която се простира от районите на изток от плажовете Наклуа и Патая до хълма Пра Тамнак (още наричан хълма на Буда, заради храмовете по върха му), и по-малката южна част, която покрива всичко на изток от плажа Джомтиен.

### Плажове и острови
Главната ивица на залива е разделена на два основни плажове. Плажът Патая се извива успоредно на града и е с дължина около 2,7 км от Патая Нуъ до Патая Тай, където е началото на Уолкинг Стрийт. Плажът, който някога е бил с ширина до 35 метра, се среща ерозия и на места ивицата е с ширина едва 2 – 3 м. Според учени от университета “Чулалонгкорн“, ако не бъдат предприети мерки, плажовете на Патая вероятно ще изчезнат до десет години. 
През 2018 г. се провежда плажна ресторация, струваща 429 милиона бат. Взети са 360 000 м3 пясък от острова Ко Ранг Куиан, с който плажната ивица да бъде разширена до 50 м. Това е първият път в страната, когато пясък е внесен, за да се компенсира за крайбрежна ерозия. Месец след завършването ресторацията на първите 400 м от Патая Бийч, напредъкът е сериозно засегнат от наводнение.
Хълмът Пхра Тамнак, разположен в южната част на Патая, е известен с гледките от върха му и с храмът на име “Уат Пхра Яй“, намиращ се на върха. Паркът Патая и кулата “Патая“ се намират в южния край на хълмът Пхра Тамнак, а в северният край е изложбеният център “Патая“.
Пътят “Тхепрасит“, водещ до Патая от юг, разделя Джомтиен от Патая. Градчето, известно с едноименната си плажна ивица, се състои от многоетажни жилищни сгради, крайбрежни хотели и коплекси от бунгала, магазини, барове и ресторанти.
Крайбрежните острови на Патая се разделят на близки и далечни. Близките острови включват Ко Лан (главен остров), Ко Сак и Ко Крок, на около 7 км от брега. Далечните острови се казват Ко Пхай (главен остров), Ко Ман Уичай, Ко Ху Чанг и Ко Клунг Бадан и се намират на запад от близките. Островът Ко Рин е на югозапад от близките острови.
През юни 2016 г. Регионалната агенция по околната среда заявява, че морската вода по крайбрежието на Патая е с лошо качество и може да е опасна за хората и за морската флора и фауна.

## Климат
Патая има тропически влажен и сух климат, който се характеризира относително в три сезона:
Топъл и сух (от ноември до февруари),
Горещ и влажен (от март до май),
Горещ и дъждовен (от юни до октомври).
| Климатични данни Патая             | Климатични данни Патая | Климатични данни Патая | Климатични данни Патая | Климатични данни Патая | Климатични данни Патая | Климатични данни Патая | Климатични данни Патая | Климатични данни Патая | Климатични данни Патая | Климатични данни Патая | Климатични данни Патая | Климатични данни Патая | Климатични данни Патая |
| Месеци                             | яну.                   | фев.                   | март                   | апр.                   | май                    | юни                    | юли                    | авг.                   | сеп.                   | окт.                   | ное.                   | дек.                   | Годишно                |
| Средни максимални температури (°C) | 30,7                   | 31,0                   | 31,8                   | 32,9                   | 32,4                   | 31,6                   | 31,3                   | 31,1                   | 31,0                   | 30,6                   | 30,4                   | 29,9                   | 31,1                   |
| Средни минимални температури (°C)  | 23,0                   | 24,3                   | 25,4                   | 26,4                   | 26,5                   | 26,0                   | 26,0                   | 25,1                   | 24,2                   | 24,1                   | 23,4                   | 22,2                   | 24,9                   |
| Средни месечни валежи (mm)         | 13,7                   | 12,0                   | 52,5                   | 61,6                   | 154,6                  | 104,9                  | 87,0                   | 98,7                   | 217,1                  | 242,6                  | 82,8                   | 6,4                    | 1133,8                 |
| Температура на водата              | 26                     | 27                     | 27                     | 28                     | 28                     | 28                     | 28                     | 28                     | 28                     | 27                     | 27                     | 27                     | 27                     |
| ---------------------------------- | ---------------------- | ---------------------- | ---------------------- | ---------------------- | ---------------------- | ---------------------- | ---------------------- | ---------------------- | ---------------------- | ---------------------- | ---------------------- | ---------------------- | ---------------------- |
| Източник: World Weather            |                        |                        |                        |                        |                        |                        |                        |                        |                        |                        |                        |                        |                        |

## Туризъм
Патая започва да се развива като туристическа дестинация по време на Виетнамската война, когато американски войници от близки бази започват да посещават града по време на отпуските си. През 2018 г. Патая се класира на 18 място в света по посетители с 9,6 милиона турсти годишно. В Тайланд е третият най-посещаван град след Банкок (24,1 милиона годишно) и Пукет (10,5 милиона). 
Поради огромната концентрация на туристи има храмове на почти всяка религия – дори няколко православни-руски църкви.

### Фестивали
В града се провеждат различни религиозни, културни, спортни и развлекателни фастивали, които привличат туристи. Сред събитията са следните:
- Китайската нова година, чиито дати са между края на януари и началота на февруари, е отбелязвана от голямата тайландско-китайска общност в Патая. Традициите нключват паради с дракони, танци с лъвове и фойерверки.
- Международният музикален фестивал на Патая е годишен фестивал, който се провежда през март. Привлича големи тълпи, най-вече към районите на Бийч Роуд и кеят “Бали Хай“, където тайландски и чуждестранни музиканти изпълняват концерти.
- Фестивалът Сонгкран, наричан “Уан Лай“ от местните, се провежда всеки април, към средата на месеца. Различава се от празненствата в повечето краища на страната по няколко белега. По-дълъг е с няколко дни и освен забавления с вода включва и конкурси за красота, музикални изпълнения, културни представления, фойерверки и състезания по водни спортове.
- Регатата "Top of the Gulf" е събитие по ветроходство, което се провежда в края на април и началото на май с продължителност от седмица.
- Конкурсът Мис Тифани Вселена е конкурс за красота, провеждащ се ежегодно към средата на май. По време на четиридневният конкурс трансджендър модели се състезават за първо място, а финалът е излъчван на живо по тайландската телевизия и привлича средно по 15 милиона зрители.
- Маратонът Патая се провежда ежегодно през юли и включва различни категории.
- Фестивалът на класическата китара на Патая се провежда ежегодно през последния уикенд на октомври.
- Лой Кратхонг е традиционен фестивал на светлината, отбелязван през дванадесетия месец от традиционния тайски лунен календар, което обикновено се пада през ноември. Празникът се отбелязва с малки лодки, направени от внимателно сгънати и преплетени бананови листа, със свещи в тях, които се пускат по водата. Лодките се наричат “кратхонг“. Празнуващите също така пускат летящи фенери (“кхом лой“) в нощното небе.
- Конкурсът "Miss International Queen" е ежегоден международен конкурс за трансджедър хора. Провежда се в Патая всеки ноември. През 2007 г. събитието привлича приблизително 25 милиона телевизионни зрители.

## Нощен живот
Част от репутацията на Патая като туристическа дестинация се дължи на секс индустрията и съответният нощен живот, който произлиза от нея. Тази слава е влияе на развитието на града по много начини. В Тайланд проституцията е незаконна, но в повечето градове, включително и Патая, се толерира. Баровете, стрип клубовете, почасовите хотели, масажните салони и сауните на Патая обслужват както местното население, така и чужденци. Този тип нощен живот е особено активен по една от главните улици, Уолкинг Стрийт (Walking Street). Голяма част от секс работниците в Патая са цисполови жени, но има и значителен брой транс жени и цис мъже.
Проучвания сочат, че секс индустрията в страната е на стойност от 6,4 милиарда щатски долара, което е около 3% от брутния вътрешен продукт на Тайланд. По време на пандемията от коронавируса, заради затворените граници и рязко спадналият туризъм, секс индустрията е дълбоко засегната, принуждавайки много от секс работниците в Патая да търсят други начини на препитание.
В Патая периодично се провеждат и усилия да бъде променен имиджа на града. На 26 февруари 2017 г. 60 полицаи и войници нахлуват по легендарната улица „Сой 6“, проверявайки за нарушения на закона. След акцията от полицията обявяват, че всички лицензи са изрядни и не са открити никакви престъпления, включително и проституция. През май 2023 г. местните власти провеждат акция на Патая Бийч с цел да намалят незаконната активност от страна на проститутки и бездомни хора. Властите обявяват инициатива по създаването на ефективна социална програма, чрез която да се осигури достъп до здравеопазване за бездомници и просяци, както и да се подобрят обществените нагласи към тях.
Патая е един от най-големите центрове на ЛГБТ общността в Азия. Културни и развлекателни събития, свързани с общността, се провеждат най-вече в районите на Бойзтаун, комплека Джомтиен и площада Суни. Градът се слави и с пищните си кабаретни представления, наричани „катой“, водени от трансполови изпълнители.

## Побратимени градове
- Шимкент, Казахстан
- Санкт Петерсбург, Русия
- Циндао, Китай [5]
- Хубей, Китай [6]
- Чангдзядзе, Китай [7]